# Gabriel de Saint-Aubin

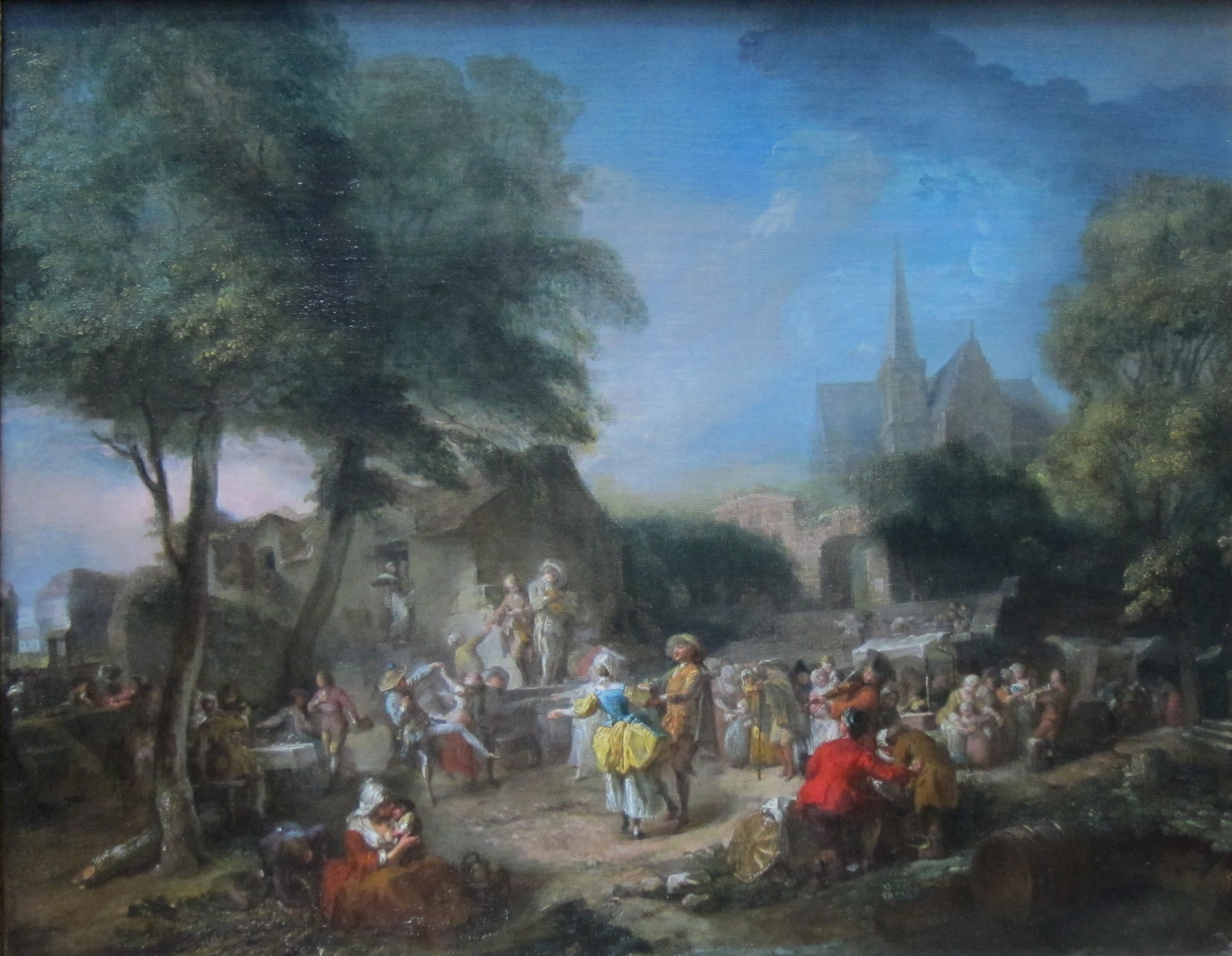
Danza en el campo (1760-1762), Getty Center, Los Ángeles

Gabriel-Jacques de Saint-Aubin (París, 14 de abril de 1724–ibidem, 14 de febrero de 1780) fue un pintor y grabador francés. 

## Biografía
Miembro de una familia de artistas, era hijo de Gabriel-Germain de Saint-Aubin, bordador, y hermano de Augustin de Saint-Aubin, Charles-Germain de Saint-Aubin y Louis-Michel de Saint-Aubin, todos ellos artistas. Fue un hábil dibujante, que captó en sus obras la vida de las gentes y las costumbres del París de su tiempo, sus paisajes, sus fiestas y ceremonias, de las que dejó un documento de gran valor tanto histórico como artístico. Entre otras obras ilustró la Descripción de la ciudad de París de Jean-Aymar Piganiol de La Force y realizó el carné de la Coronación de Voltaire en el Teatro Francés (1778).